# Coleman Bluffs
Die Coleman Bluffs sind eine lose Kette von Felsen- und Eiskliffs im ostantarktischen Viktorialand. Im Zentrum der Outback-Nunatakker erstrecken sie sich 16 km nordwestlich des Mount Weihaupt über eine Länge von 8 km in nordsüdlicher Ausrichtung.
Der United States Geological Survey kartierte sie anhand eigener Vermessungen und Luftaufnahmen der United States Navy aus den Jahren von 1959 bis 1964. Das Advisory Committee on Antarctic Names benannte sie 1970 nach Harold L. Coleman, Meteorologe auf der Amundsen-Scott-Südpolstation im Jahr 1968.